# Тракененський кінь

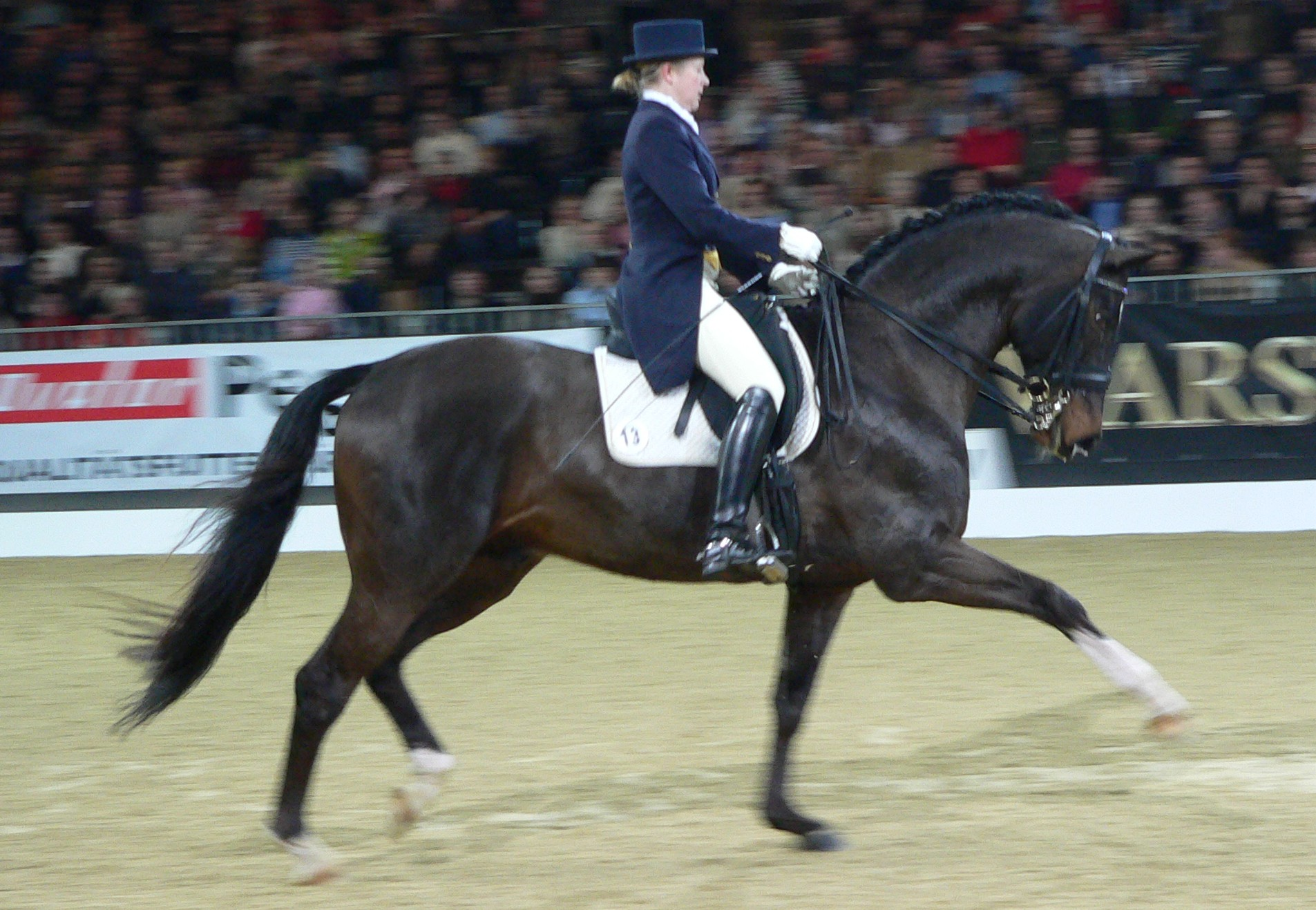
Тракененський кінь на виступі з виїздки

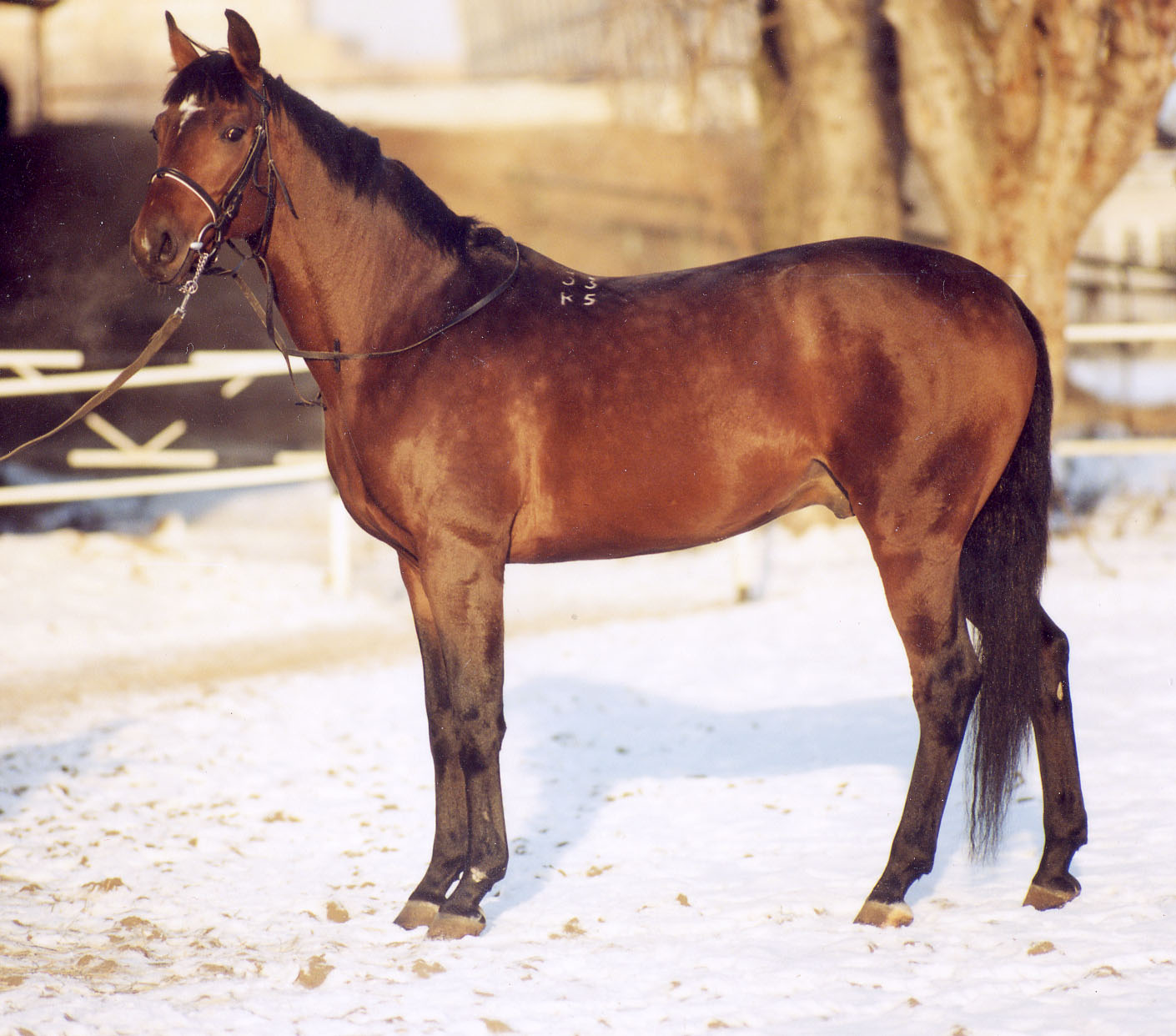
Тракенський кінь

Тракененський кінь — верхово-упряжна спортивна порода коней, виведена в Німеччині. 

## Історія
У 1732 році на території Східної Пруссії в селі Тракенен було відкрито однойменний кінний завод «Тракенен», в якому на той момент знаходилось більш ніж півтори тисячі коней. Головним завданням було забезпечення пруської армії відмінними кавалерійськими конями: сильними, невибагливими і витривалими. До схрещування було залучено дрібних кобил лісного типу (швайки) та жеребців східних кровей — арабські, берберійські, турецькі, перські, неаполітанські та іспанські. Пізніше схрещування почали проводити з жеребцями чистокровної англійської породи. Було привезено як виробників навіть два донських жеребці Айбар і Баку. З другої половини XIX століття виробниками були лише жеребці арабської і чистокровної верхової породи, а також їх різні гібриди і напівкровні жеребці, що відповідають наступним вимогам: великий зріст, довгий корпус, міцні ноги і довга пряма шия. Також, починаючи з другої половини XIX століття жеребців випробовували в гладких скачках, які потім були замінені на стипль-чези і парфорсне полювання. Кобили випробовувалися на сільськогосподарських і транспортних роботах. У ті роки на багатьох відомих стипль-чезах Європи перемогу здобували саме тракененські коні. Так був створений тип великого, масивного коня, який протягом XX століття був широко поширений в багатьох країнах світу.
Після Другої світової війни тракененська порода в Німеччині була на межі зникнення. Велика кількість коней або загинули при евакуації в Західну Європу, або були захоплені радянськими військами. Під час тримісячної евакуації в Західну Європу дійшло лише 1000 коней. Відомо, що після численних і важких переміщень поголів'я (139 голів — на поїзді і понад 700 — своїм ходом) під керівництвом доктора Ернста Елерта евакуйовані особини були розміщені в Градиці, Нойштаті і Перлині.

## Опис

### Зовнішність
В середньому висота в холці складає 166 см, але часто можна зустріти і до 175 см. Довжина тулуба — близько 170 см. Обхват грудей — 195 см, а обхват п'ясті — близько 21 см. Голова має правильну форму, витончені лінії. Вуха невеликі, загострені, стоячі. Очі великі та виразні. Шия середньої довжини і має конусоподібну форму. Грива витягнута в довжину і має легку пишноту. Круп характеризується масивністю, мускулистістю, має овальну форму. Хвіст довгий і в міру пишний. Спина міцна та мускулиста. Копита масивні, правильної форми. До того ж коні цієї породи мають дуже сильні ноги середньої довжини. 

### Темперамент
Так як тракени виводилися які військові коні, їм притаманний рішучий, стійкий і досить запальний характер. Але разом з тим вони є досить покірними, терпеливими і легко можуть адаптуватися до зміни погодних умов. Незважаючи на запальність, притаманну коням по відношенню до інших тварин, яких скакуни часом можуть прийняти за ворогів, кінь легко піддається впливу людини, добре адаптується до частих тренувань, тому практично завжди домагається позитивного результату в спорті.

## Сучасний тракененський кінь

Тавро: роги лося

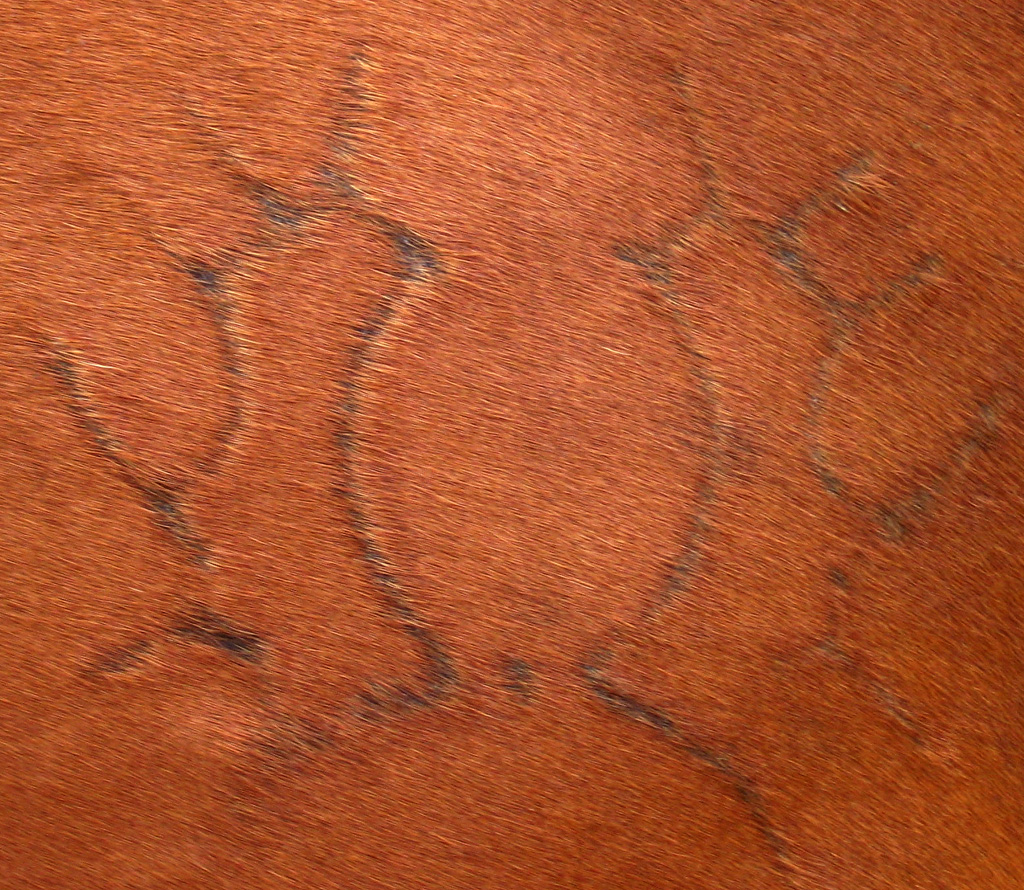
Тавро: роги лося на лівому стегні коня

Тракенський кінь на сьогодні — єдина в Німеччині порода спортивних коней, яку розводять без додавання сторонньої крові. Виведеного в Німеччині тракенського коня можна впізнати за особливою відміткою: роги лося на лівому стегні. 
Зріст в холці — 162—165 сантиметрів. Найчастіше можна зустріти такі масті: гніда, воронна, руда і сіра.
Дану породу розводять на території всієї Німеччини, середня кількість особин цієї породи складає приблизно 2 500 кобил і 270 жеребців. Розводять її і в інших країнах — Франції, Данії, США, Польщі, Новій Зеландії, Англії, Хорватії та Росії. При внесенні в племінну книгу використовується десятибальна система оцінки, беручи до уваги окремо кожен фактор: тип, корпус, кінцівки, крок, рись, галоп і загальне враження. Ще більш ретельному відбору підлягають жеребці. Лише 3% із зальної кількості жеребців отримують дозвіл на можливість бути виробником. 

## Спортивні досягнення
Тракененський кінь — ідеальний спортивий кінь для вершника будь-якого рівня. Коні тракененской породи, маючи врівноважений характер і вільні, продуктивні рухи, в останні десятиліття помітно домінують в країнах Європи і Америки у всіх класичних видах кінного спорту, показуючи високі результати, особливо в змаганнях з виїздки та подолання перешкод. У кінному спорті світового рівня представники цієї породи досягають великих успіхів в виїздці, конкурі та триборстві. Найвідоміший з виїздкових тракененов — російський жеребець Попіл, на якому заслужений майстер спорту Олена Петушкова стала олімпійською чемпіонкою в командному заліку і чемпіонкою світу з виїздки. Найбільш відомим конкурним конем став сірий Абдулла, який виступав за збірну США і виграв Олімпіаду 1984 року. Примітно, що в світовому рейтингу кращих порід з виїздки тракененська порода поділяється на дві категорії: «німецькі» тракени і «російські» тракени, причому останні часто стоять вище.